# Henri Segers
Henri Segers (* 20. Mai 1921 in Brüssel; † 2. Juli 1983 in Tervuren) war ein belgischer Jazz- und Unterhaltungsmusiker (Piano, Orchesterleitung).

## Leben und Wirken
Segers begann bei seinem Vater, der ein Geschäft für gebrauchte Musikinstrumente besaß, Klavier zu spielen. Er galt bald als Wunderkind, und sein erster Auftritt vor einem Publikum fand im Alter von sieben Jahren statt. Im Alter von zwölf Jahren begann er ein klassisches Klavierstudium am Königlichen Konservatorium in Brüssel. 1938 schloss er sein Studium mit einem ersten Preis ab. Obwohl Segers für eine Karriere in der klassischen Musik ausgebildet war, bevorzugte er den Jazz; schon vor der deutschen Besetzung Belgiens 1940 spielte er Klavier in mehreren Jazzorchestern wie den Moustic Hot Diggers.
Während des Zweiten Weltkriegs arbeitete Segers weiterhin in Brüssel, wo er Pianist in den Jazzorchestern von Fud Candrix, Gus Deloof und Jean Omer war. Mit den Orchestern von Candrix und Omer spielte er auch in Berlin, insbesondere im Delphi-Palast; er machte auch Aufnahmen mit den Orchestern von Willi Stech, Robert De Kers, Meg Tevelian und Ernst van’t Hoff. Obwohl der Jazz bei den Nazis offiziell unterdrückt wurde, fand er bis 1944 wieder im Orchester von Jean Omer Beschäftigung, um dann bei einer Plattenfirma als Studiomusiker zu arbeiten. 1946 begleitete er Gus Viseur. Im selben Jahr gründete Segers in Brüssel seine eigene Jazzband und nannte sie zunächst L’Heure Bleue, später Henri Segers & His Belgian Stars. Mit dieser Band trat er auch in den Niederlanden, der Schweiz und der Tschechoslowakei auf und war ab den frühen 1950er Jahren in Omers Brüsseler Club Bœuf sur le Toit die Hausband.
1953 wurde ein nationaler Fernsehdienst Institut National de Radiodiffusion gegründet und auf dieser Grundlage das Fernsehen in Belgien eingeführt. Von Anfang an trat Segers' Band regelmäßig in Unterhaltungssendungen auf. Drei Jahre später beauftragte Ernest Blondeel Segers damit, ein großes Tanzorchester für die Fernsehübertragungen zu bilden.
Die Musiker, die von Anfang an im Fernseh-Orchester von Segers mitwirkten, waren Frans Van Dyck (Posaunist), Albert Caels (Trompeter), Jo Van Wetter (Gitarrist), Constant Letellier (Klarinettist und Saxophonist), Roger Vanhaverbeke (Kontrabass) und Jo De Muynck (Schlagzeuger); später gehörten auch Francy Boland und Etienne Verschueren zu dieser Band; neben den beiden arrangierte auch Jack Sels.
Zwischen 1956 und 1965 wirkten Segers und sein Orchester in unzähligen Fernsehsendungen mit. Die erfolgreichste war die Musiksendung Music Parade, in der Stars aus Belgien und dem Ausland ihre Hits in Begleitung von Sergers’ Band spielten. Daneben nahm er Schallplatten für Philips auf, so das Album Les airs de Paris et d’Italie (1962). Für die Interpretation von Verschuerens Titel La Suite en 16 mit dem Solisten Fats Sadi wurde ihm 1963 die Bronzene Rose von Montreux verliehen; in den Bavaria-Studios in München konnte er mit seinem Orchester im selben Jahr eine Fernsehshow um eine Fantaisie pour Ballet et Orchestre aufnehmen. Mit seinem Orchester begleitete er zwischen 1960 und 1965 auch die belgischen Beiträge für den Grandprix Eurovision und damit die Sänger Fud Leclerc (zweimal), Robert Cogoi, Claude Lombard, sowie Serge & Christine Ghisoland.
Von 1965 bis 1966 arbeitete Segers als Arrangeur für die Plattenfirma World Music von Jean Kluger. Im Jahr 1967 gründete er ein elfköpfiges Orchester. Ab 1968 arbeitete er als Produzent für RTB. Aufgrund von Ehe- und Gesundheitsproblemen war Segers Ende der 1970er Jahre gezwungen, RTB zu verlassen. Seger starb an einer Zirrhose.

## Lexikalischer Eintrag
- Émile Henceval: Dictionnaire du jazz à Bruxelles et en Wallonie. Liège: Pierre Mardaga, 1991.